# Horisme brunneotincta
Horisme brunneotincta är en fjärilsart som beskrevs av W. Warren 1906. Horisme brunneotincta ingår i släktet Horisme och familjen mätare. Inga underarter finns listade i Catalogue of Life.